# Venuto al mondo (film)
Venuto al mondo è un film del 2012 diretto da Sergio Castellitto, adattamento cinematografico dell'omonimo romanzo di Margaret Mazzantini.
Il film ha per protagonisti Penélope Cruz e Emile Hirsch.

## Trama
Nel 2009 Gemma decide di partire dall'Italia per Sarajevo portando con sé il figlio adolescente Pietro; all'aeroporto viene accolta dall'amico fraterno Gojko, un poeta bosniaco che ai tempi delle Olimpiadi invernali del 1984 le fece conoscere il fotografo Diego, con cui lei visse un'appassionata storia d'amore, sebbene tormentata dalla scoperta della propria sterilità e dal ricorso alla maternità surrogata di una ragazza bosniaca.
Il film si svolge su tre piani temporali che si intrecciano: quello attuale (2009), l'epoca in cui nasce la storia (1984) e i primi anni della guerra dei Balcani (1992).

## Produzione
Le riprese del film iniziarono nel settembre 2011 tra Roma, Torino, Sarajevo e Curzola. Il film è una co-produzione internazionale tra Italia e Spagna, sostenuta del Ministero per i Beni e le Attività Culturali (MiBAC).
La location della scena finale non è Curzola (come riportato nella rassegna stampa) ma è Planchetta, un piccolo isolotto a nord di Curzola.
A differenza dei suoi film precedenti, Castellitto stavolta per le riprese si è affidato ad una cinepresa digitale, la Arri Alexa.

## Distribuzione
Il film viene presentato in anteprima mondiale al Toronto International Film Festival nel settembre 2012. In Italia viene distribuito da Medusa Film l'8 novembre 2012.

### Venuto al mondo - extended version
Nell'aprile 2014, in prima visione su Sky Atlantic, è andata in onda una versione estesa della pellicola, divisa in cinque capitoli: Amore, Maternità, Guerra, Separazione e Pace.

## Riconoscimenti
- 2013 - David di Donatello
  - Candidatura Migliore canzone (Twice born) a Arturo Annecchino
  - Candidatura David giovani a Sergio Castellitto
- 2013 - Nastro d'argento
  - Candidatura Migliore scenografia a Francesco Frigeri
  - Candidatura Miglior sonoro a Maurizio Argentieri
- 2013 - Premio Goya
  - Candidatura Migliore attrice protagonista a Penélope Cruz
- 2012 - Festival internazionale del cinema di San Sebastián
  - Candidatura Concha de Oro a Sergio Castellitto